# فاصله فیثاغورثی

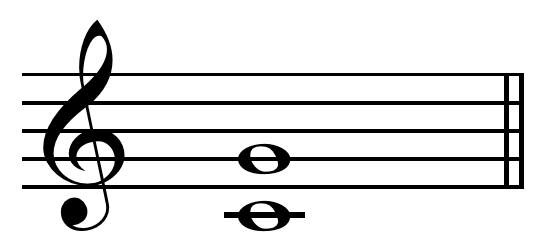
تصویری از فاصله فیثاغورثی

فاصله فیثاغورثی (انگلیسی: Pythagorean interval) در نظریه کوک موسیقی، فاصله‌ای است با نسبت فاصله برابر با صورت کسر به توان ۲ تقسیم بر مخرج کسر به توان ۳. برای نمونه، پنجم درست با نسبت ۳/۲ برابر است با ۳۱/۲۱ و در چهارم درست با نسبت ۴/۳ برابر است با ۲۲/۳۱ فاصله‌های فیثاغورثی هستند.
تمام فواصل بین نت‌های یک مقیاس، فیثاغورثی هستند اگر سیستم کوک آن‌ها فیثاغورثی باشد. با این‌همه، برخی از فواصل فیثاغورثی در سیستم‌های کوک‌بندی دیگر نیز استفاده می‌شوند. برای نمونه، فواصل فیثاغورثی چهارم و پنجم درست که بالا نشان داده شد، در نظام کوک خالص نیز استفاده می‌شوند.